# Кастел д'Арио
Кастѐл д'А̀рио (на италиански: Castel d'Ario, на местен диалект: Castlar, Кастълар, може да се намира и неправилната форма Casteldario, Кастелдарио) е малко градче и община в Северна Италия, провинция Мантуа, регион Ломбардия. Разположено е на 24 m надморска височина. Населението на общината е 4784 души (към 2014 г.).